# Le Prix d'un meurtre
Pour plus de détails, voir Fiche technique et Distribution.
Le Prix d'un meurtre (The Hanged Man) est un téléfilm américain réalisé par Don Siegel, sorti en 1964.

## Fiche technique
- Titre original : The Hanged Man
- Titre français : Le Prix d'un meurtre
- Réalisation : Don Siegel
- Scénario : Jack Laird et Stanford Whitmore d'après le roman de Dorothy B. Hughes
- Photographie : Bud Thackery
- Musique : Benny Carter
- Pays d'origine : États-Unis
- Genre : thriller
- Date de première diffusion : 1964
- Affiche : Guy-Gérard Noël (France)

## Distribution
- Edmond O'Brien : Arnie Seeger
- Vera Miles : Lois Seeger
- Robert Culp : Harry Pace
- J. Carrol Naish : Oncle Picaud
- Gene Raymond : Whitey Devlin
- Norman Fell : Gaylord Grebb
- Pat Buttram : Otis Honeywell
- Edgar Bergen : Réceptionniste de l'hôtel
- Archie Moore : Xavier
- Stan Getz : Lui-même
- Astrud Gilberto : Elle-même
- Seymour Cassel (non crédité)
- Al Lettieri (non crédité)